# Akoabas
Akoabas (ou Akonba) est un village du Cameroun situé dans le département du Dja-et-Lobo et la région du Sud, à proximité de la frontière avec le Gabon. Il fait partie de la commune d'Oveng.

## Population
La plupart des habitants sont des Fang.
En 1963, Akoabas comptait 159 habitants. Lors du recensement de 2005, 380 personnes y ont été dénombrées.

## Infrastructures
Akoabas dispose d'un marché mensuel et d'une école publique.